# 领奖台
领奖台是在体育赛事中用来表彰前三名运动员的一种阶梯状平台，以奥林匹克运动会为例，金牌获得者站在中央的最高阶上，银牌获得者站在其右比较低的一阶上，铜牌获得者站在其左更低的一阶上。在体育报道中，常用“登上领奖台”来指代运动员获得前三名的成绩。在诸如一级方程式锦标赛这样的比赛中，登上领奖台的次数也是运动员重要的赛季及职业生涯数据。

## 赛车运动中的运用

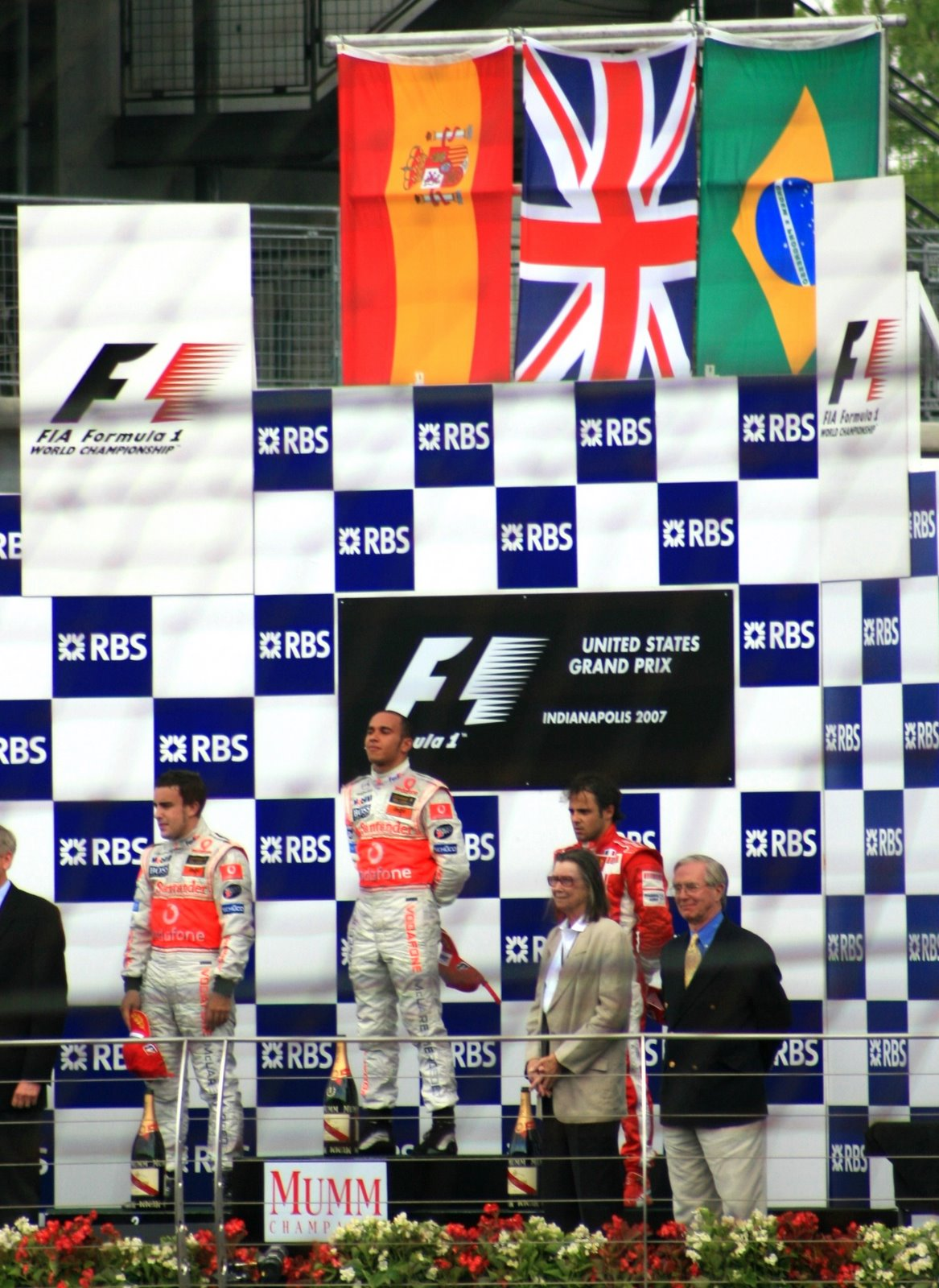
一级方程式锦标赛的领奖台：冠军站在中央，亚军站在其右，季军站在其左。

在大部分赛车运动中，获得前三名的车手通常都在领奖台上进行颁奖仪式。在国际性赛事的颁奖仪式中，一般是先播放冠军车手所在国的国歌，再播放冠军车队所在国的国歌，同时也会在领奖台上方升起代表冠军国籍的国旗。
在领受奖牌或奖杯之后，车手通常会互相喷洒香槟以示庆祝，同时他们也会与台下的车队分享香槟。这一传统始于1967年的勒芒24小时耐力赛的冠军丹·格尼（Dan Gurney）。但是，当赛事中发生重大死伤事故时，这一庆祝仪式将不会举行。
在体育报道中，媒体常用“登上领奖台”或“错失登台机会”来指代车手进入前三名或者没能进入前三。
也有部分赛车运动不使用这种传统的三阶领奖台。在美国最高级别的赛事——全國運動汽車競賽協會的Sprint杯系列赛中,获胜的车手和车队在胜利车道（victory lane）上进行庆祝活动。在印地赛车的部分系列赛中也不使用领奖台。例如，印第安纳波利斯500赛事也使用胜利车道进行庆祝。但是，在其他大部分赛事中，赛会仍会使用领奖台授奖。